# Marcel Capron
Marcel Albert Capron (ur. 26 kwietnia 1900 w Paryżu, zm. 26 października 1981 w Cosne-Cours-sur-Loire) – francuski zapaśnik walczący w stylu klasycznym. Olimpijczyk z Paryża 1924, gdzie zajął szóste miejsce w wadze piórkowej.

## Letnie Igrzyska Olimpijskie 1924
| Konkurencja          | Rundy eliminacyjne     | Rundy eliminacyjne   | Rundy eliminacyjne       | Rundy eliminacyjne    | Rundy eliminacyjne  | Klas. końcowa |
| Konkurencja          | Przeciwnik I           | Przeciwnik II        | Przeciwnik III           | Przeciwnik IV         | Przeciwnik V        | Miejsce       |
| -------------------- | ---------------------- | -------------------- | ------------------------ | --------------------- | ------------------- | ------------- |
| 62 kg styl klasyczny | Laurent Bottin (BEL) Z | Enrico Porro (ITA) Z | Katsutoshi Naitō (JPN) Z | Erik Malmberg (SWE) P | Arthur Nord (NOR) P | 6.            |